# إتيان نويل
إتيان نويل (بالفرنسية: Étienne Noël)‏ (و. 1581 – 1659 م) هو عالم عقيدة، من فرنسا، توفي عن عمر يناهز 78 عاماً.